# 朱俊强
朱俊强（1964年—），男，汉族，河南项城人，曾任中国科学院工程热物理研究所所长、研究员、博士生导师。现任中国科学院重大科技任务局局长。2023年11月当选中国科学院院士。第十三、十四届全国政协委员。

## 简历
1980年考入西北工业大学航空发动机系，先后获得工学学士、硕士、博士学位；1990年博士毕业后留校工作；1992年晋升为副教授；1994年在德国杜伊斯堡大学叶轮机研究所合作研究一年。1997年晋升为教授。
2002年至2004年，在加拿大卡尔顿大学推进动力工程系合作研究。
2004年底，进入中国科学院工程热物理研究所工作，历任研究所科技发展处处长、所长助理。2008年任工程热物理研究所副所长；2015年任工程热物理研究所所长；
2023年10月，任中国科学院重大科技任务局局长。

## 头衔
- 中国科学院重大科技任务局局长
- 中国科学院大学南京学院能源动力与智能制造学院院长